# 梁以全
梁以全（1931年7月29日—），河南登封人，中國武術家，中国武术九段，国家高级武术教练。為少林寺第三十代俗家弟子，法號素一。少林鹅坡教育集团、少林鹅坡武术专修院、河南梁以全少林武术文化发展有限公司创始人。

## 生平
出生于河南省登封市骆驼崖村的一個祖孫六代都習武的武術世家，父親梁兴绍曾於1928年至1931年間在冯玉祥部队中担任特务营的武术教官。梁以全7岁起就随父习武，後又拜少林寺釋貞緒为師。他在1950年代時曾當過小學校長。
1977年創辦少林鹅坡武术专修院。1978年8月在登封县体委工作。1980年11月20日至12月10日間，隨中国体育代表团访问日本。1981年7月15日，经河南省体委批准，创办登封县体委少林武术体校，並擔任校长兼总教练，該校為中国第一所专业武术学校。1988年10月，擔任河南省武术馆副馆长。1995年离休。
1981年當選登封县武术协会副主席；1983年当选登封县人大代表；1987年当选登封县第二届政协委员；1993年当选河南省八届人大代表；2001年8月，当选河南省武术协会副主席。
2007年晉升中国武术九段。2009年，被聘为国家体育总局武术研究院专家委员会首批专家之一。2017年，他出資近2000万元在家乡东华镇兴建梁氏拳坊。

## 作品
在1980年代開始進行對少林武術的整理工作，走访老拳师及蒐集拳譜；编写出版有《少林武术简介》、《少林武术研究》、《嵩山少林拳法》、《少林武术教材》、《嵩山少林寺拳法歌诀集锦》等著作。他亦曾在《廣角鏡》杂志、《中国体育报》、《中华武术》等報刊上發表過文章。

## 榮譽
- 1988年8月，獲頒「國際武術貢獻獎」[1]。
- 1990年，被评为“登封专业技术拔尖人才”[1]。
- 1995年，被评为「中国当代十大武术名师」[3]。
- 2004年10月，被中共中央组织部授予“全国老干部先进个人”称号[1]。
- 2006年7月，被中共河南省委宣传部、河南省文联授予“河南省首批民间文化杰出传承人”[14]。
- 2010年8月，被国家体育总局评为“全国武术健康老人”[12]。
- 2013年，入选《中华武术》改革开放30年最具影响力人物[15]。
- 2019年10月，获得由中共中央、国务院、中央军委颁发的“庆祝中华人民共和国成立70周年”纪念章[13]。